# Sena Irie
Sena Irie (入江 聖奈, Irie Sena, 9 de outubro de 2000) é uma boxeadora japonesa, campeã olímpica.

## Carreira
Irie conquistou a medalha de ouro nos Jogos Olímpicos de Verão de 2020 em Tóquio, após derrotar a filipina Nesthy Petecio na categoria peso pena e consagrar-se campeã.